# هوموله و پاننی
هوموله و پاننی (به چکی: Homole u Panny) یک منطقهٔ مسکونی در جمهوری چک است که در Ústí nad Labem District واقع شده‌است. هوموله و پاننی ۱۱٫۷۵ کیلومتر مربع مساحت و ۳۷۶ نفر جمعیت دارد و ۳۷۵ متر بالاتر از سطح دریا واقع شده‌است.